# Akcija Zenit
Akcija Zenit je bila operativna akcija Ministarstva unutarnjih poslova Republike Hrvatske. Nosi ime po srbijanskoj obavještajnoj mreži. Okončana je listopada 1995. 25. listopada MUP je upriličio tiskovnu konferenciju na kojoj je objavio da je u akciji uhićeno 13 srbijanskih špijuna, koji su prikupljali obavještajne podatke za vojsku Jugoslavije, a obavještajne točke u inozemstvu bili su im Koper, Trst i Innsbruck.
Prema pisanju talijanskih medija 27. siječnja 1996., ta je srpska špijunska skupina djelovala najmanje dvije godine.
Akcijom SZUP-a razotkrivena je mreža obavještajaca tzv. Republike Srpske Krajine na hrvatskome teritoriju.
Ovom su akcijom hrvatske sigurnosne službe na temelju dokumentacije protuobavještajnom djelatnošću ovu srpsku obavještajnu mrežu. Nakon Oluje počele su privoditi aktere te mreže. Uz jednoga člana te mreže zaštitnički je stao visoki američki diplomatski dužnosnik u RH, dok je drugi član mreže uhićen u pokušaju bijega na Plesu, na ulasku u zrakoplov.
Dio novinara u Hrvatskoj kritizirao je akciju. Prema izjavi Smiljana Reljića, koji je bio ravnatelj Službe za zaštitu ustavnog poretka (SZUP-a) u vrijeme velikosrpske agresije, a također i pomoćnik ministra unutarnjih poslova te voditelj Nadzorne službe Ureda za nacionalnu sigurnost (UNS-a), pratili su neke novinare radi sumnji zbog suradnje s agresorom.
Naknadno je otkriveno da se dio novinara sastajao s članovima terorističke skupine Labrador.